# Toney Penna
Toney G. Penna (Napoli, 15 gennaio 1908 – Palm Beach Gardens, 6 agosto 1995) è stato un golfista e designer italiano naturalizzato statunitense.

## Biografia
Nato a Napoli è cresciuto a Harrison nello stato di New York. Ha vinto molti tornei prestigiosi di golf negli Stati Uniti come il Kansas City Open nel 1938, Atlanta Open nel 1947 e North and South Op nel 1948. È morto il 6 agosto 1995.

## Vittorie in carriera
- 1938 Kansas City Open
- 1947 Atlanta Open
- 1948 North and South Op